# Luke Greenfield
Luke Greenfield (Manhasset, 5 febbraio 1972) è un regista, sceneggiatore, produttore televisivo e produttore cinematografico statunitense di cinema e televisione.

## Biografia
Nato a Manhasset, nello stato di New York, è cresciuto a Westport, nel Connecticut. Studia cinema alla University of Southern California, dove realizza alcuni cortometraggi studenteschi.
Dopo aver diretto e co-sceneggiato il cortometraggio The Right Hook (2000), con quale vince diversi premi, viene scelto per dirigere il suo primo lungometraggio, la commedia Animal, con protagonista Rob Schneider. Nel 2004 dirige la commedia adolescenziale La ragazza della porta accanto, con Emile Hirsch e Elisha Cuthbert. Nello stesso anno fonda la casa di produzione cinematografica e televisiva WideAwake, con cui produce la commedia Role Models e dirige due episodi della serie televisiva Aliens in America. Nel 2011 dirige la commedia romantica Something Borrowed - L'amore non ha regole, basato sul romanzo Piccole confusioni di letto di Emily Giffin. Nel 2014 dirige, scrive e produce la commedia d'azione Bastardi in divisa, con Jake Johnson e Damon Wayans Jr..

## Filmografia

### Regista

#### Cinema
- The Right Hook (2000) - cortometraggio
- Animal (The Animal) (2001)
- La ragazza della porta accanto (The Girl Next Door) (2004)
- Something Borrowed - L'amore non ha regole (Something Borrowed) (2011)
- Bastardi in divisa (Let's Be Cops) (2014)
- Half brothers (2020)

#### Televisione
- Aliens in America – serie TV, episodi 1x01-1x03 (2007)
- Vicini del terzo tipo (The Neighbors) – serie TV, episodi 1x03-1x09 (2012)
- Imaginary Mary – serie TV, episodio 1x09 (2017)

### Sceneggiatore
- The Right Hook (2000) - cortometraggio
- Bastardi in divisa (Let's Be Cops) (2014)

### Produttore
- Role Models (2008)
- Bastardi in divisa (Let's Be Cops) (2014)